# Sven Rinman
Sven Rinman ou parfois en français Suénon Rin(g)mann (né le 12 juin 1720 à Uppsala et mort le 20 décembre 1792 à Eskilstuna) est un chercheur et expert scientifique dans l'art minier et la chimie technique suédois, à la fois minéralogiste et chimiste. Directeur des mines d'argent d'Hellefors, puis professeur au collège des mines, il a exercé une grande influence sur le maintien et l'essor de l'exploitation minière et de l'activité métallurgique et sidérurgique en Suède.
Le vert de cobalt est souvent dénommé "vert de Rinman", car il s'en servait pour ses réactions de détection et de dosage analytique.

## Vie
Rinman est entré comme étudiant en 1740, au collège royal des Mines ou Bergskollegium comme auditeur libre c'est-à-dire aussi bien comme élève étudiant que participant aux travaux de terrain, où il a pu en partie enseigner. Il a entrepris vers les années 1746/47 un voyage d'étude qui le mène en Allemagne, en France et aux Pays-Bas, où il visite différentes mines, installations et fabriques tout en participant à la vie des laboratoires.
Dès son retour, il commence sa carrière officielle dans le corps d'inspection des mines.
En 1749, il est nommé responsable surveillant des mines de Roslagen, puis en 1750 directeur des installations minières du complexe argentifère, dénommé en suédois "Silberberg Hällefors". Le voici en 1751 inspecteur il fait alors partie des autorités de surveillance des hauts fourneaux de Väserbergslagen. 
Ses travaux sur l'art minier et la sidérurgie commencent à être reconnus, ils auront une grande influence sur l'activité minière et la métallurgie dans le royaume nordique.
En 1753, il est nommé membre de l'Académie Royale Suédoise des Sciences.
En 1782, il est nommé « Bergrat » au sein de l'ordre supérieur des mines de Suède avant de prendre en 1784, la direction de la société sidérurgique d'Eskilstuna.
L'importance croissance de la recherche scientifique dans le collège des mines et l'inspection ou la corporation de surveillance minière est corrélative de la mutation opérée sous l'égide de Wallerius dans le champ de la chimie et de la minéralogie.   

## Travaux
Il est connu pour diverses contributions à des analyses minérales de minéraux à partir de 1746 avec le chalumeau. Il innove dans la fabrication d'alun à partir d'ardoise, dans l'art de la dorure et autre placage à l'or fin de l'acier, de l'étamage sur les alliages ferreux et pour la fabrication de l'acier à chaud, dans la conduite des forages et la mise au point de machines de forage pour des grosses pièces comme les canons et pour des petites pièces, comme la fabrication de dés à coudre métalliques.
Il a décrit en 1780, pour la première fois, la couleur ou matière colorée, connue aujourd'hui comme le vert de Cobalt. Il s'agit d'un simple mélange intime d'oxyde de zinc et d'oxyde de cobalt ; il apporte la preuve de la présence de zinc non reconnue jusque-là.
Son "traité de mécanique", œuvre de longue haleine, n'est publié qu'en 1794 après sa mort, par son fils Carl. Il figure parmi ses ouvrages les plus utilisés et les plus connus, avec son "dictionnaire des mines".
Avec Bengt Reinhold Geijer, il décrit pour la première fois le minéral gadolinite nommé en l'honneur de Johan Gadolin.

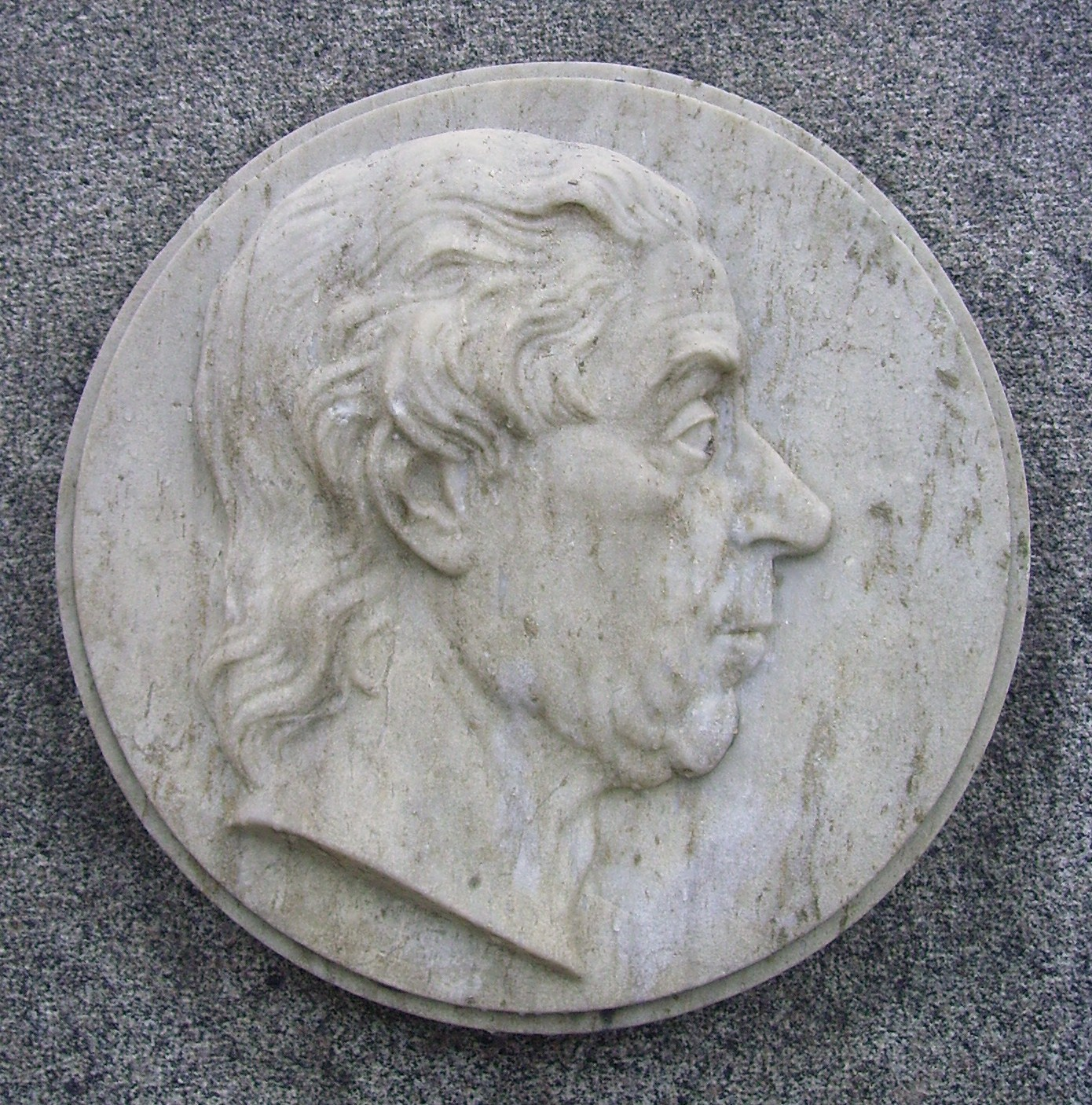
Sven Rinman. Son profil sur la pierre tombale au cimetière d'Eskilstuna.

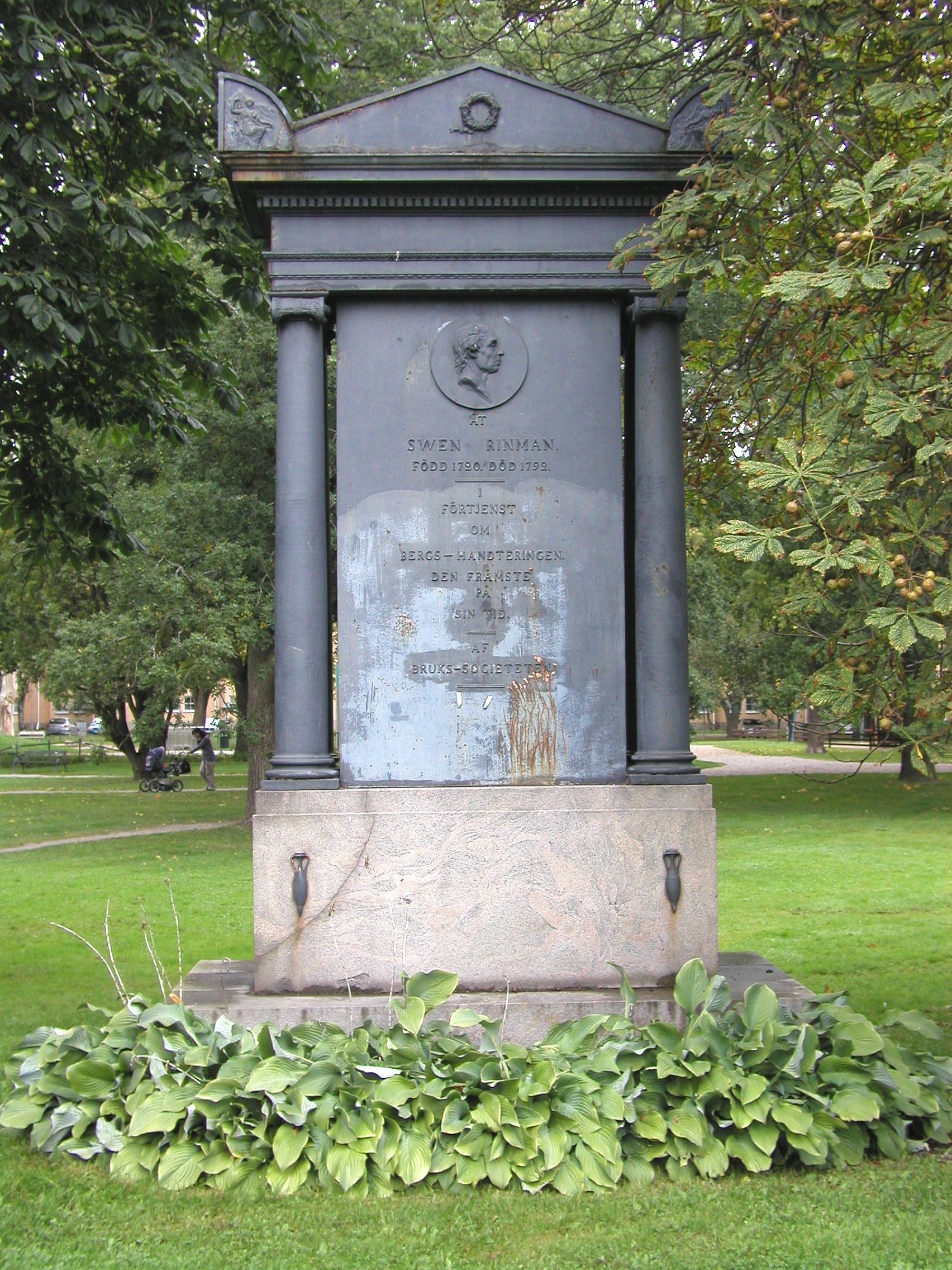
Monument érigé en hommage à Sven Rinmann en 1833 dans le cimetière d'Eskilstuna avec l'inscription "Sven Rinman Född 1720 Död 1792 - I förtjenst om bergs-handteringen. Den främste på sin tid. Af bruks-societeten."

## Œuvres (sélection)
- Instruction dans l'art de perfectionner le fer et l'acier, Stokholm, 1772 ou Anledningar til kunskap om den gröfre jern- och stål-förädlingen och des förbättrande, upteknade af Sven Rinman ... Med kongl. maj:ts allernådigste privilegium. Stockholm, tryckt i kongl. tryckeriet, hos Henr. Fougt, 1772. Stora Nygatan, : huset n:o 104. Stockholm. 1772. Libris 2419383
- Dictionnaire des mines, en 2 volumes, 1788  ou Bergwerks lexicon, författadt af Sven Rinman ... 1-2. Stockholm. 1788-1789. Libris 2419385
- Handbok uti den gröfre jern och stål förädlingen (2. omarb. uppl / på bruks- societetens anmodan omarbetad af Carl Rinman). Falun. 1829. Libris 322012
- Essai de l'Histoire du fer avec application pour les artistes et artisans, deux volumes in oct traduit en français directement du suédois  Försök till järnets historia, med tillämpning för slögder och handtwerk. 1-2. Stockholm. 1782. Libris 2426937 , en allemand Geschichte des Eisens : mit Anwendung für Künstler und Handwerker. Liegnitz. 1814-1815. Libris 1642583
- Afhandling rörande mechaniquen. 1-2. Stockholm. 1794-1800. publication post mortem Libris 2419648 (en ligne le projet Runeberg),

## Littérature
- Winfried Pötsch, dir, Lexikon bedeutender Chemiker. Harri Deutsch En 1989.
- Sven Rinman. in: Svenskt biografiskt handlexikon. 1906.
- Sven Rinman. in: Nordisk Familjebok.
- Chapitre sur les récits de la Vie et les écrits du défunt Bergrat Sven Rinman ou Nachrichten von dem Leben und Schriften des verstorbenen Bergraths Sven Rinmans, dans l'Édition allemande du Général Bergwerkslexikons.